# Marie-Ange Casta
Pour les articles homonymes, voir Casta.
ne pas confondre avec la journaliste et animatrice Marie-Ange Casalta
Marie-Ange Casta, née le 5 juillet 1990 au Chesnay (Yvelines)[réf. nécessaire], est une actrice, mannequin et styliste française. Elle est la sœur cadette de Laetitia Casta.

## Biographie
Marie-Ange Casta naît le 5 juillet 1990 au Chesnay[réf. nécessaire], en Île-de-France. Son père Dominique Casta est corse. Sa mère Line Blin est normande. Elle a un frère aîné qui se prénomme Jean-Baptiste et une sœur, l'actrice et mannequin Laetitia Casta.
Le 15 juin 2019, elle se marie en Corse avec l'humoriste Marc-Antoine Le Bret,. De cette union naît un enfant en 2020. Marie-Ange Casta a une fille, Catalina, née en 2013, d'une précédente relation.

### Mannequinat
En 2009, elle est modèle et égérie de la ligne de vêtements Mango, puis en 2010 du bijoutier Maty. En 2011, elle est ambassadrice sportive de Reebok. En 2012, elle est le nouveau visage de la marque de cosmétiques Vichy.
En 2015, avec sa fille Catalina, photographiée par Stefano Galuzzi, elle fait la couverture de MilK.
En 2016, elle est l'égérie de la campagne printemps-été Hogan, et  ElevenParis.

### Cinéma
En 2010, elle entame une carrière d'actrice : elle est avec Nassim Si Ahmed à l'affiche de Mineurs 27.
En 2011, elle incarne Justine Leblanc dans le film Des vents contraires et donne la réplique à Benoît Magimel.
En 2017, elle interprète Clara dans Ouvert la nuit d’Édouard Baer. En 2018, elle joue dans Celle que vous croyez de Safy Nebbou.
En 2019, elle réalise Seule à deux, film documentaire de 75 minutes, produit par No School Productions, diffusé sur TEVA le 18 octobre

### Télévision
Elle débute en 2011 à la télévision dans la série Lascars, sur Canal+.

### Théâtre
En 2018, elle entame une carrière de comédienne sur la scène des théâtres de Bordeaux, Bayonne et Montbéliard dans la pièce Point d'infini de Laurent Laffargue, mise en scène et interprétée par l'auteur, directeur de la compagnie du Soleil Bleu. Habillée de noir, elle incarne le souvenir de l'être disparu, la voix féminine qui fait écho au monologue de l'auteur. Elle chante parmi les marguerites, accompagnée à l'accordéon par Arnaud Méthivier.

### Stylisme
En 2008, elle commence à étudier les arts plastiques à l'Université de Corse Pascal-Paoli à Corte. Elle intègre ensuite l'École de la chambre syndicale de la couture parisienne,.
En 2010, elle crée une collection de bijoux de corail brut et d'or pour Maty. En 2011, elle conçoit un sac de rangement pour Reebok.
En 2012, elle ouvre la galerie d'art Citadella à Saint-Germain-des-Prés,.
En novembre 2017, elle crée la capsule collection balnéaire féminin printemps-été 2018 pour Calarena. Rayan Ayash la filme en noir et blanc dans la vallée du Fango en Balagne.

## Filmographie

### Cinéma

#### Longs métrages
- 2010 : Mineurs 27 de Tristan Aurouet : Déborah
- 2011 : Des vents contraires de Jalil Lespert : Justine Leblanc
- 2015 : The Lovaganza Convoy: The Prophecy de Jean-François & Genevieve Gagnon : Scarlette Sevier (le film n'est jamais sorti)
- 2017 : Ouvert la nuit d’Édouard Baer : Clara
- 2019 : Celle que vous croyez[14] de Safy Nebbou
- 2019 : L'Homme sans pitié (Lo spietato) de Renato De Maria : Annabelle

#### Court métrage
- 2015 : Les Exilés de Rinatu Frassati : Letizia

### Télévision
- 2011 : Lascars[16] de Tristan Aurouet et Barthélémy Grossmann : Elsa
- 2013 : Punk de Jean-Stéphane Sauvaire : Louise
- 2013 : Le Bœuf clandestin de Gérard Jourd'hui : Leuce - « Mlle Georgette »
- 2014 : Ceux de 14 d'Olivier Schatzky : Yvonne
- 2022 : Visions d'Akim Isker : Chloé
- 2023 : Tout le monde ment, épisode 2 d'Akim Isker : Claire Abel

### Clip
- 2016 : Howling wave d'Alexis Benoit, single du groupe (She is) Christine[25] : la jeune femme qui embrasse Jérémie Laheurte

## Théâtre
- 2018 : Point d'infini de Laurent Laffargue, Théâtre national de Bordeaux en Aquitaine, Bayonne, Montbéliard : l'être cher disparu
- 2025 : On aurait dû aller en Grèce de Pierre-Marie Mosconi, mise en scène Anne Bourgeois, Théâtre du Gymnase Marie-Bell
- 2025 : Amis pour la vie de Bertrand Marcos, mise en scène de l'auteur, Théâtre de l’Oeuvre